# Пшировский, Себастьян
Себа́стьян Пширо́вский (пол. Sebastian Przyrowski; 30 ноября 1981, Бялобжеги, Мазовецкое воеводство, Польша) — польский футболист, вратарь клуба «Пилица». Выступал за сборную Польши.

## Биография

### Клубная карьера
Начал заниматься футболом в родном городе Бялобжеги. Начал выступать за клуб «Пилица». В 2000 году попал во вторую команду варшавской «Полонии». После вернулся обратно в клуб «Пилица». Зимой 2002 года перешёл в «Дискоболию». В команде в чемпионате Польши дебютировал 2 марта 2002 года в матче против «Гурника» из Забже (2:3). В 2004 году выступал за клуб «Обра» (Косьцян) на правах аренды. В сезоне 2004/05 вместе с командой выиграл Кубок Польши, в финале обыграв любинское «Заглембе». В сезоне 2006/07 «Дискоболия» снова выиграла Кубок, на этот раз обыграв «Корону». Также Себастьян вместе с командой завоевал Кубок Экстраклассы в сезонах 2006/07 и 200/08. Всего за «Дискоболию» Пшировский в Экстраклассе провёл 96 матчей.
Летом 2008 года перешёл в варшавскую «Полонию». В команде сразу стал основным игроком. В январе 2009 года появилась информация, что Себастьяном интересуется английский «Тоттенхэм Хотспур».

### Карьера в сборной
В национальной сборной Польши дебютировал 15 августа 2005 года в матче на турнире памяти Валерия Лобановского против Сербии и Черногории (3:2), Пшировский вышел на 80 минуте вместо Войцеха Ковалевски. Тогда Польша выиграла этот турнир, в финале обыграв Израиль (3:2).
В декабре 2009 года попал в заявку Францишека Смуды на Кубок Короля в Таиланде.

## Достижения
- Обладатель Кубка Польши (2): 2004/05, 2006/07
- Обладатель Кубка Экстраклассы (2): 2006/07, 2007/08